# Alois Reckendorf
Alois Reckendorf (Trebitsch, 10 de juny de 1841 – Leipzig, 11 d'abril de 1911), va ser un pianista, professor de música, professor universitari i compositor alemany.

## Biografia
Després d'acabar l'escola a Brno, Reckendorf es va matricular a l'Institut Politècnic de Viena. Després va estudiar filosofia a la Universitat de Heidelberg i finalment va completar els seus estudis al Conservatori Reial de Leipzig, on més tard va ser professor des de 1877 fins a la seva mort.

El seu alumne més famós va ser el pianista Wilhelm Backhaus, a qui havia estat entrenant musicalment des de 1891. A partir de 1894 Backhaus -a l'edat de deu anys- va ser ensenyat durant cinc anys per Alois Reckendorf directament al conservatori de Leipzig.
| « | "Quan em van mostrar per primera vegada, li vaig tocar de memòria tota la música de ballet de Puppenfee de Josef Bayer, que va tenir molt èxit a Leipzig en aquell moment. Resulta que les lliçons elementals reals es podrien saltar i em va acomiadar donant-me una de les petites sonatines de Beethoven per preparar-me per a la següent (primera) lliçó". | » |

– Wilhelm Backhaus: Arnold Heinz Eichmann: Wilhelm Backhaus, 1953
A més de Backhaus, va tenir com alumnes a Else Gipser, Johan Halvorsen, Alfred Hill, Oswin Keller, Johann Otto Leonhardt, Karl Net, Maud Powel, Alfred von Sponer, Gustav Strube i Edith Robinson.
A més de les seves activitats docents, Alois Reckendorf va compondre peces de piano més petites, cicles de cançons i va organitzar reduccions de piano per a concerts.

## Obres (selecció)
Alois Reckendorf és l'autor de nombroses cançons i peces per a piano.
- Op. 1: Zwei Nocturnee für Pianoforte
- Op. 2: Walzer für das Pianoforte zu vier Händen
- Op. 3: Kleine Bilder für das Pianoforte
- Op. 4: Sieben Lieder für Bariton mit Pianofortebegleitung
  - Ich gehe nicht in den grünen Hain.
  - Heimweh. Oh, dass ich draußen läg.
  - Sommersegen. So warm und herrlich liegt die Welt.
  - Unergründlich. Ich küsste sie auf die Stirne kaum.
  - Zwiegesang. Im Fliederbusch ein Vöglein saß.
  - So wandr’ ich in die weite Welt.
  - Falsch, aber süß. Komm falsche Dirne.
- Op. 5: Fünf Clavierstücke
- Op. 6: Sechs Lieder und Gesänge für gemischten Chor
  - Die Rose treibt ein rothes Blatt
  - Trennung. Er ritt so einsam durch den Wald.
  - Heimkehr. Und wieder ritt er durch den Wald.
  - Mit sanften Flügeln senkt die Nacht.
  - Durch säuselnde Bäume im Mondschein.
  - Kommt auf den Anger, muntre Buben.
- Op. 7. Tänze für Pianoforte zu vier Händen.
- Op. 8. 24 Etuden in allen Dur- und Molltonarten für Pianoforte
- Op. 24. Zwei Sonatinen

Reckendorf va organitzar nombroses composicions, entre d'altres de Johan Svendsen, per al seu Carneval a París. Episodi per a gran orquestra, Op. 9 i el Concert per a violí i orquestra, Op. 6 van implementar artísticament la reducció per a piano.